# Galaxy Unpacked
Galaxy Unpacked — ежегодное мероприятие, проводимое Samsung Electronics, на котором демонстрируются новые устройства, включая смартфоны, планшеты и носимые устройства. Впервые он был проведен в июне 2009 года на мероприятии CommunicAsia на выставке Singapore Expo в Сингапуре, а сейчас чаще всего проводится в Барселоне и Нью-Йорке.
Мероприятие включает в себя основные презентации продуктов, представленные руководством компании. Посетители могут посетить выставки и получить практический опыт работы с продуктами в демонстрационных зонах. Прямые трансляции Samsung Unpacked включают в себя предварительную музыку из франшизы Samsung Galaxy, часто персонализированную версию «Over the Horizon» и повторяющуюся анимацию.
В августе 2020 года из-за пандемии COVID-19 Samsung провела первое виртуальное мероприятие, посвященное запуску своих устройств серии Galaxy Note 20. Он транслировался в прямом эфире из их штаб-квартиры в Сувоне, Южная Корея, и собрал 56 миллионов просмотров.
Galaxy Unpacked на февраль 2023 года состоялся 1 февраля в 18:00 по Гринвичу (19:00 по центральноевропейскому времени) и стал первым личным мероприятием после мероприятия 2020 года.

## Запуск продукта
| Год  | Представленные продукты |
| 2009 | Samsung S8000 Jet, Samsung i8000 Omnia II |
| 2010 | Samsung S8500 Wave (Февраль), Samsung Galaxy S (Март) |
| 2011 | Samsung Galaxy S II, Galaxy Note, Galaxy Nexus |
| 2012 | Samsung Galaxy S III, Galaxy Note II, Galaxy Tab 2 и Galaxy Camera |
| 2013 | Samsung Galaxy S4, Galaxy Note 3, Galaxy Gear |
| 2014 | Samsung Galaxy S5, Galaxy Note 4, Galaxy Note Edge, Galaxy Tab Active, Gear S, Gear VR, Gear Circle, Gear Live, Gear Fit, Gear 2 Neo и Gear 2 |
| 2015 | Samsung Galaxy S6, Galaxy S6 Edge, Galaxy S6 Edge+, Galaxy Note5, Gear S2 |
| 2016 | Samsung Galaxy S7, Galaxy S7 Edge, Gear 360 camera, Galaxy Note7, Gear S3 Classic, Gear S3 Frontier, Gear VR, Gear Fit2, Gear S2 Classic и Gear IconX |
| 2017 | Galaxy S8, Galaxy S8+, Galaxy Note8, Galaxy Tab S3, Gear Fit2 Pro и Gear Sport |
| 2018 | Galaxy S9, Galaxy S9+, Galaxy Note9, Galaxy Watch, Galaxy Home |
| 2019 | Galaxy S10e, Galaxy S10, Galaxy S10+, Galaxy S10 5G, Galaxy Note10, Galaxy Fold, Galaxy Book S, Galaxy Watch Active, Galaxy Fit, Galaxy Watch Active2, Galaxy Buds, Galaxy Z Flip, Galaxy A70, Galaxy A80 |
| 2020 | Galaxy S20, Galaxy S20+, Galaxy S20 Ultra, Galaxy Note20, Galaxy Note20 Ultra, Galaxy Z Fold2, Galaxy S20 FE, Galaxy Buds+, Galaxy Buds Live, Galaxy Tab S7, Galaxy Tab S7+, Galaxy Fit2, Galaxy Watch 3, Galaxy A01, Galaxy A11, Galaxy A21s, Galaxy A31, Galaxy A41, Galaxy A51, Galaxy A51 5G, Galaxy A51 5G UW, Galaxy A71, Galaxy A71 5G, Galaxy A71 5G UW |
| 2021 | Galaxy Z Fold3, Galaxy Z Flip3, Galaxy Watch 4 и Galaxy Watch 4 Classic, Galaxy Buds2, Galaxy S21, Galaxy S21+, Galaxy S21 Ultra, Galaxy Buds Pro и Galaxy SmartTag, Galaxy A02, Galaxy A12, Galaxy A32, Galaxy A32 5G, Galaxy A42 5G, Galaxy A52, Galaxy A52 5G, Galaxy A72, Galaxy Book, Galaxy Book Pro, Galaxy Book Pro 360                                 |
| 2022 | Galaxy S22, Galaxy S22+, Galaxy S22 Ultra, Galaxy S21 FE, Galaxy Tab S8, Galaxy Tab S8+, Galaxy Tab S8 Ultra, Galaxy M33, Galaxy M23, Galaxy A23, Galaxy A13 5G, Galaxy A33 5G, Galaxy A53 5G, Galaxy A73 5G, Galaxy Z Fold 4, Galaxy Z Flip 4, Galaxy Watch 5, Galaxy Watch 5 Pro, Galaxy Buds2 Pro                                                            |
| 2023 | Galaxy S23, Galaxy S23+, Galaxy S23 Ultra, Galaxy Book 3 Pro, Galaxy Book 3 Pro 360, Galaxy Book 3 Ultra, Galaxy Z Flip 5, Galaxy Z Fold 5, Galaxy Tab S9, Galaxy Tab S9+, Galaxy Tab S9 Ultra |
| 2024 | Galaxy S24, Galaxy S24+, Galaxy S24 Ultra, Galaxy Ring, Galaxy Z Flip 6, Galaxy Z Fold 6, Galaxy Watch 7, Galaxy Watch Ultra, Galaxy Buds 3, Galaxy Buds 3 Pro |
| 2025 | Galaxy S25, Galaxy S25+, Galaxy S25 Ultra, Galaxy S25 Edge, Galaxy Ring 2 |